# Anactória
Anactória é uma mulher mencionada pela poetisa grega Safo como no Fragmento 16. O Fragmento 31 é tradicionalmente chamado de Ode a Anactória, embora dele não conste nenhum nome (A. C. Swinburne, citado em Lipking, 1988). Anactória também é mencionada em outro poema de Safo, Para uma mulher militar, em Sardis.
Algernon Charles Swinburne escreveu um longo poema intitulado Anactória, no qual Safo refere-se a Anactoria em situações de sadomasoquismo, canibalismo e misoteísmo.